# Grünwalder Isarbrücke
Die Grünwalder Isarbrücke (offiziell nur Grünwalder Brücke) ist eine Bogenbrücke, die die südlich von München gelegenen Orte Grünwald und Pullach über die in einem tief eingeschnittenen Tal fließende Isar hinweg verbindet. Die erste Ausführung der Brücke war zur Zeit ihrer Fertigstellung 1904 mit den beiden 70 m überspannenden Bögen die größte Eisenbetonbrücke der Welt.

## Frühere Eisenbetonbrücke
Zu Anfang des 20. Jahrhunderts waren Grünwald und Pullach noch Dörfer ohne eine Verbindung durch eine Brücke, allerdings wurde die fortschreitende Ausdehnung Münchens deutlich spürbar. 1901, also in dem Jahr, in dem Sager & Woerner mit der Stadt München das Brückenbauprogramm für fünf Isarbrücken vereinbart hatte, legte die Wayss & Freytag AG ein Angebot für eine Eisenbetonbrücke mit zwei je 70 m überspannenden Bögen vor. Der Entwurf stammte von Ludwig Zöllner, die statisch-konstruktive Entwurfsbearbeitung von Emil Mörsch.
Zu diesem Zeitpunkt waren erste Anfänge beim Bau von Eisenbetonbrücken zwar gemacht, es handelte sich aber noch nicht um eine ausgereifte Technologie. Karl von Leibbrand hatte 1893 bei der Munderkinger Donaubrücke erstmals einen Dreigelenkbogen in einer massiven Betonbogenbrücke gebaut. Diese Bauweise wurde bei der 1896 in Genf eröffneten Pont de la Coulouvrenière erneut angewandt. Die Wayss & Freytag AG hatte 1898 den Münchner Kabelsteg errichtet, eine Eisenbetonbrücke aus zwei sehr flachen eingespannten Bögen. Paul Séjourné hatte bei der von 1899 bis 1903 in Luxemburg gebauten Adolphe-Brücke eine breite Fahrbahnplatte aus Eisenbeton auf zwei schmäleren gemauerten Bögen mit der Rekordspannweite von über 84 m aufgeständert. François Hennebique hatte 1899 die Pont Camille-de-Hogues in Châtellerault gebaut, die erste Eisenbetonbrücke Frankreichs. Es gab jedoch noch keine Regelwerke oder Prüfverfahren. Mörsch legte seine grundlegende Schrift „Der Eisenbetonbau, seine Anwendung und Theorie“ erst im Jahr darauf vor, erste Regeln für die Vorbereitung, Ausführung und Prüfung von Eisenbetonbauten erschienen in Deutschland im Jahr 1904 und der Deutsche Ausschuß für Eisenbeton, der spätere Deutsche Ausschuß für Stahlbeton, konstituierte sich erst 1907. Mörsch selbst stand noch am Beginn seiner Karriere, als er, kaum 30 Jahre alt, die damals größte Betonbogenbrücke der Welt plante.
Im Sommer 1903 wurde die Eisenbeton G.m.b.H., eine zu diesem Zweck gegründete gemeinsame Tochter der Firma Wayss & Freytag und der Münchner Firma Heilmann & Littmann, von den Distriktsgemeinden München rechts der Isar und München links der Isar mit der Ausführung der Brücke beauftragt. Sie war insgesamt 221 m lang. Zwei Eisenbetonbögen mit einer Spannweite von je 70 m und einem Stich von 12,80 m überspannten die Isar und den Werkkanal. Die Bögen hatten Stahlgussgelenke in den Kämpfern und den Scheiteln. Die Bögen mit einem rechteckigen Querschnitt waren am Kämpfer 90 cm dick, weiteten sich an der Stelle der maximalen Lasten auf 120 cm und verjüngten sich zum Scheitelgelenk wieder auf nur 80 cm. Zu beiden Seiten der Bögen gab es Vorlandbrücken, die von Pfeilern im Achsabstand von 10 m getragen wurden. Die Bögen wurden als unbewehrte, ausschließlich druckbelastete Bögen bemessen, lediglich aus Sicherheitsgründen für den Fall von Zugspannungen wurde etwas Bewehrung eingelegt. Die Aufständerung der Fahrbahn erfolgt durch schlanke Stützen mit einem Querschnitt von 40 × 40 cm. Die Kämpfer und die Pfeiler der Vorlandbrücken waren aus unbewehrtem Stampfbeton. Im August 1904 wurde das Lehrgerüst abgelassen. Nach Probebelastungen wurde die Grünwalder Brücke am 20. November 1904 dem Verkehr übergeben.
In der folgenden Zeit erforderten Hangbewegungen immer wieder eine Sanierung der Vorlandbrücken. Kurz vor dem Ende des Zweiten Weltkrieges sprengten SS-Einheiten einen der Bögen, wodurch das Kräftegleichgewicht am Mittelpfeiler erheblich beeinträchtigt wurde. Auch nach dem Wiederaufbau des zerstörten Teils litt das Bauwerk unter Bewegungen des Untergrundes und der dadurch verursachten Deformation der Bögen. Witterungsbedingte und durch Streusalz verursachte Schäden kamen hinzu, so dass man sich entschloss, das seit 1983 denkmalgeschützte Bauwerk durch einen Neubau zu ersetzen.

## Heutige Stahlbrücke
1995 wurde ein Wettbewerb europaweit ausgeschriebenen, der verlangte, die Gestaltungselemente der alten Brücke grundsätzlich beizubehalten, dabei aber moderne Bautechnik zu demonstrieren. Es gewann der Entwurf des Ingenieurbüros Grassl und der Architekten Schultz–Brauns & Partner. Gebaut wurde die neue Brücke zwischen 1998 und 2001 von einer Arbeitsgemeinschaft aus Bilfinger Berger und Voest Alpine MCE.
In Anlehnung an die alte Brücke hat auch die neue Brücke zwei über jeweils 70 m gespannte Bögen, die aber mit einem Stich von nur 5,16 m wesentlich flacher sind als die der alten Brücke. Anstelle der Vorlandbrücken werden die beiden Bögen durch zwei halbe Bögen ergänzt und mit den Hängen des Tales verbunden.
Im Gegensatz zur alten Brücke handelt es sich bei der jetzigen Brücke um eine Stahlkonstruktion mit einer Betonfahrbahnplatte. Auf drei massiven Betonpfeilern lagert die über die vier Brückenfelder durchlaufende Stahlkonstruktion. Auf jeweils drei parallelen Bögen dienen schmale Stahlstäbe als Aufständerung der Fahrbahnträger, die mit der auf ihnen liegenden Betonfahrbahnplatte einen statischen Verbund bilden. Die drei Bogenprofile verschmelzen im Scheitel mit dem Profil der Fahrbahnträger. Die 12,50 m breite Fahrbahntafel ragt auf beiden Seiten um 2,40 m über die Fahrbahnträger aus. Die Stahlkonstruktion ist am Mittelpfeiler durch eine Festhaltekonstruktion festgelegt, während sie auf den äußeren Pfeilern beweglich gelagert ist. In statischer Sicht wird die Konstruktion als Kombination aus einem aufgeständerten Bogentragwerk und einem Sprengwerk mit einer ausgeprägten Rahmenwirkung bezeichnet.

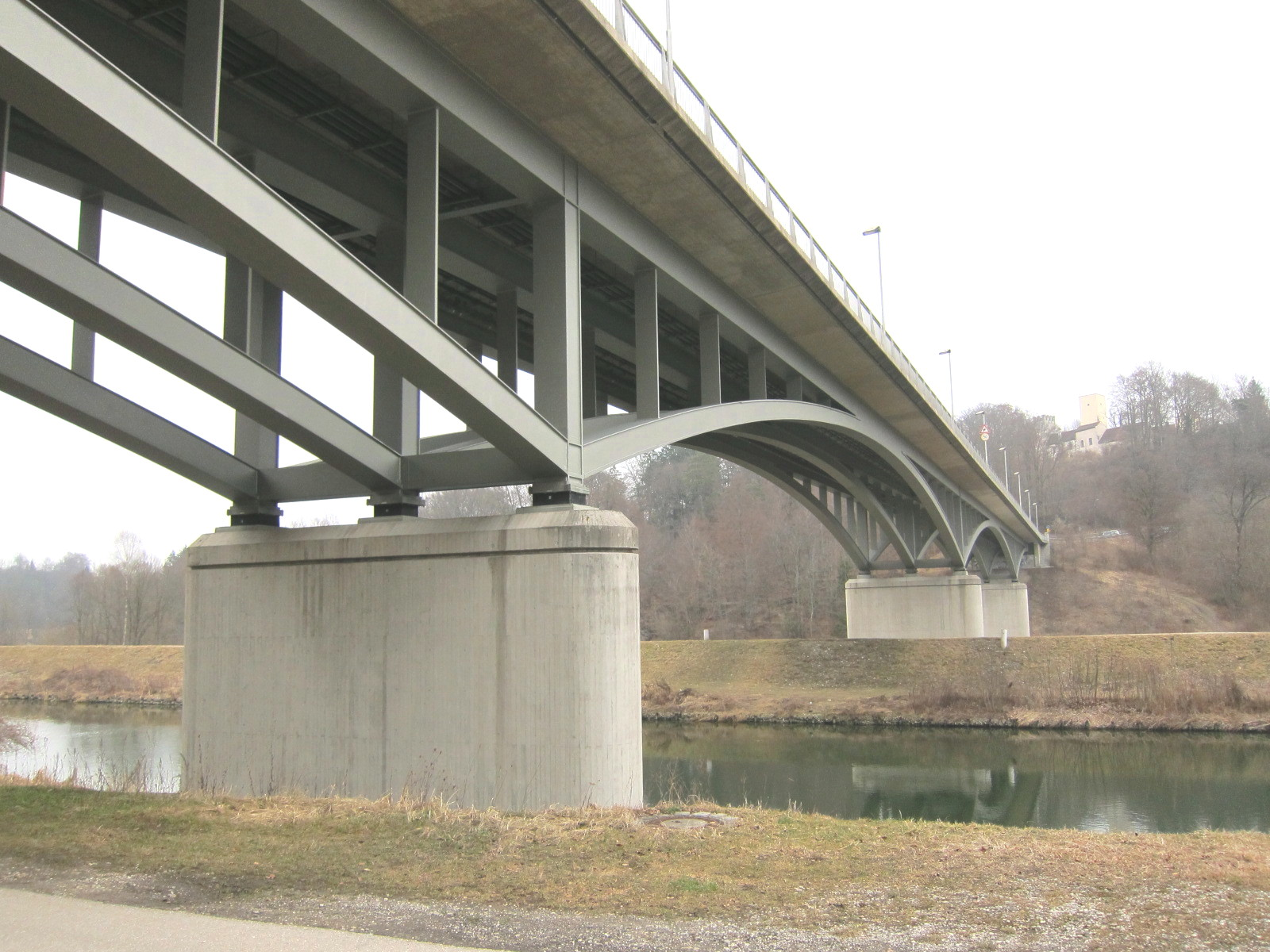
Grünwalder Isarbrücke

Die insbesondere auf der Pullacher Seite kontinuierlich stattfindenden Hangrutschungen wurden berücksichtigt, indem die Widerlager als mehrere Meter große, zur Brücke hin offene Betonkästen ausgebildet und auf Bohrpfählen gegründet wurden. Dadurch sind sie in der Rutschmasse oberhalb der Gleitebene fixiert und bewegen sich horizontal mit der Rutschmasse unter dem Gleitlager der Brücke. Die Gleitplatten in den Widerlagern sind voraussichtlich ausreichend lang, um die Bewegungen von 140 Jahren aufzunehmen. Die Fahrbahnübergänge zwischen der Straße und der Brückenfahrbahn wurden für die Längenänderungen der nächsten 35 Jahre bemessen, danach ist ein kleinerer Umbau erforderlich, um weitere Hangrutschungen aufnehmen zu können. Der westliche Pfeiler steht verschiebbar in einem verschlossenen Schacht, der sich ebenfalls mit der Rutschmasse verschieben kann.
Die neue Brücke wurde zunächst oberhalb der alten Brücke auf provisorischen Stützen gebaut und im September 1999 für den Verkehr freigegeben. Nach dem Abbruch der alten Brücke und dem Bau der neuen Pfeiler und Widerlager wurde die Brücke im April 2001 in die Position der alten Brücke quer verschoben.